# Moritz Czikann von Wahlborn
Moritz Karl Ferdinand Freiherr Czikann von Wahlborn (Mořic Karel Ferdinand svobodný pán Czikann z Wahlbornu) (23. dubna 1847, Vídeň – 19. dubna 1909, Bratislava) byl rakousko-uherský diplomat. V mládí žil v Brně, kde se uplatnil v městské samosprávě, později vstoupil do diplomatických služeb. Byl rakousko-uherským vyslancem v Číně (1896–1905) a Srbsku (1905–1907). Sňatkem se spříznil s významnou uherskou rodinou Zichyů.

## ŽIvotopis

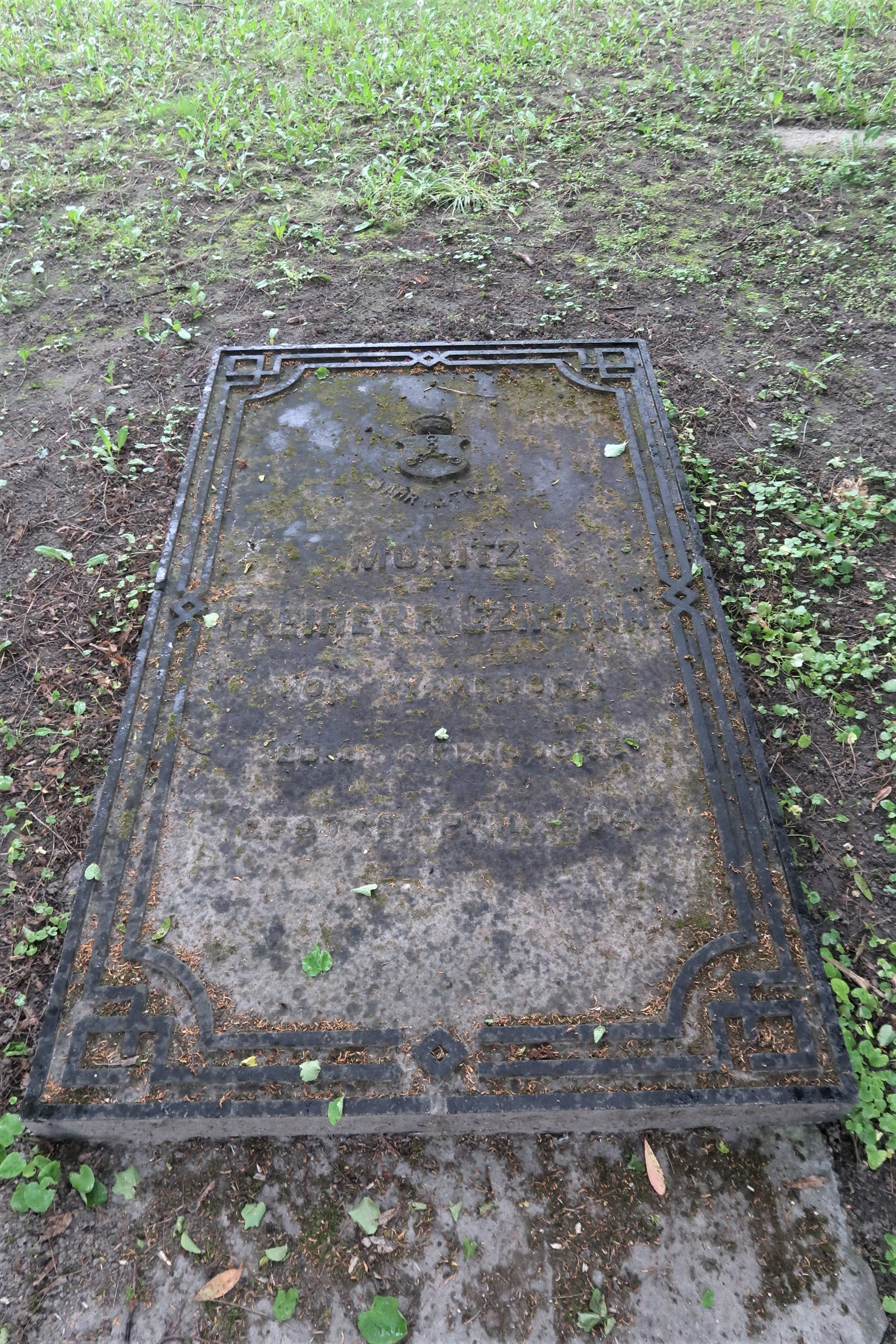
Hrob Moritze Czikanna na Ondřejském hřbitově v Bratislavě

Pocházel z úřednické rodiny, narodil se ve Vídni jako starší syn c. k. dvorního rady a pozdějšího viceprezidenta zemského finančního ředitelství v Praze Moritze Czikanna (1813–1880). V době střídání otcova působiště žil v mládí mimo jiné v Brně, kde bydlel v dnes již neexistující ulici Sackgasse 14. V letech 1871–1873 byl členem obecního výboru v Brně, v roce 1875 byl spolu s otcem povýšen do šlechtického stavu. Po otcově úmrtí Moritzova nevlastní matka Františka, rozená Tiltscherová (1832–1906), získala pro celou rodinu povýšení do stavu svobodných pánů, takže od roku 1881 užíval titul barona. Moritz mezitím vstoupil do diplomatických služeb a byl postupně vicekonzulem v Amsterdamu, konzulem v Berlíně, Moskvě a rumunském Galați. Po navázání diplomatických styků mezi Rakouskem-Uherskem a Čínským císařstvím byl jmenován prvním rakousko-uherským vyslancem v Pekingu (1896–1905). V letech 1905–1907 byl vyslancem v Bělehradě, v roce 1906 byl jmenován c. k. tajným radou. Za zásluhy byl nositelem Řádu železné koruny (1886) a velkokříže Řádu Františka Josefa (1903).
Mezi diplomatickými misemi v Číně a Srbsku se v květnu 1905 v Bratislavě oženil s hraběnkou Ilmou Zichyovou (1872–1911), dcerou c. k. tajného rady a člena uherské panské sněmovny Gézy Zichyho, který se prosadil jako spisovatel a hudební skladatel. Po odchodu z diplomatických služeb se Moritz s manželkou usadil v Bratislavě, kde zemřel a je zde také pohřben. Jejich jediný syn Moritz (1907–1986) byl v roce 1923 adoptován svou tetou Marií Melánií Zichyovou a od té doby užíval alianční jméno Czikann-Zichy, později přesídlil do USA.
Jeho švagr hrabě János Zichy (1868–1944) patřil na přelomu 19. a 20. století k významným osobnostem uherské politiky, v letech 1910–1913 byl uherským ministrem školství.